# Фролов (Обливский район)
Фролов — хутор в Обливском районе Ростовской области.
Входит в состав Нестеркинского сельского поселения.

## География

### Улица
- ул. Западная,
- ул. Песчаная,
- ул. Речная,
- ул. Центральная.

## История
В 1942 году проходили бои за аэродром Фролов. В апреле 2022 года в жилой дом попала ракета.

## Население
| 2010 |
| ---- |
| 228  |